# Emelie Forsberg
Emelie Tina Forsberg (11 dicembre 1986) è una scialpinista, ultramaratoneta e skyrunner svedese.

## Palmarès
- Campionessa del mondo Skyrunner World Series Ultra 2015
- Campionessa del mondo Skyrunner World Series Ultra 2014
- Campionessa del mondo Skyrunning Ultra 2014 (Mont-Blanc 80k)
- Campionessa d'Europa di Skyrunning 2013
- Campionessa del mondo Buff Skyrunner World Series 2012

## Altre competizioni internazionali
- 1º Ultra Pirineu Trail 2015
- 1ª Giir di mont 2014
- 1ª Resegup 2014
- 2ª Dolomites Skyrace 2014
- 1ª Matterhorn Ultraks 2013
- 1ª Trans d'Havet 2013, 2014
- 1ª Ice Trail Tarentaise 2013
- 1ª Transvulcania 2013, 2015
- 1ª Zegama-Aizkorri mendi maratoia 2013
- 1ª TNF San Francisco 2012
- 2ª La Grande Course des Templiers 2012
- 3ª Cavalls del Vent 2012
- 1ª Trofeo Kima 2016
- 2ª Trofeo Kima 2012, 2014
- 1ª Climbathon Malesia 2012
- 1ª Pikes Peak Marathon 2012
- 1ª Dolomites Skyrace 2012, 2013
- 1ª Vertex Fjällmaraton 2010